# Baptiste Spagnoli
Baptiste Modover (en italien, Battista  Modover), plus connu par son surnom Baptiste Spagnoli, aussi appelé Baptiste de Mantoue (ou Baptista Mantuanus en latin), est né le 17 avril 1447 à Mantoue (Italie) et mort le  20 mars 1516 dans la même ville est un religieux catholique italien de l'ordre du Carmel, considéré comme un des principaux représentants de l'humanisme chrétien, il défend le principe d'une réforme du clergé et de l'Église. Il est considéré comme un précurseur de la Réforme protestante de Martin Luther.
Il est béatifié le 17 décembre 1885 et est fêté le 20 mars de chaque année.

## Biographie

### Enfance
Baptiste Spagnoli est né à Mantoue le 17 avril 1447, fils de Pierre Modover (d'origine espagnole ce qui donnera par surnom à son fils, le nom de Spagnoli) et de Constance Maggi, de Brescia. Il fait ses premières études dans sa ville natale, sous la direction de Grégoire Tifernas et de George Merula , puis à Padoue, à l'école de Paul Bagelardi.

### Le Carmel
Il décide de rejoindre l'ordre du Carmel  à Ferrare, où il fait sa profession religieuse en 1464. 
En 1469, il obtient le baccalauréat, et en 1475 il devient maître de théologie à l'université de Bologne. 
Il exerce la charge de directeur spirituel. Parmi les personnes qu'il suit se trouver le bienheureux Bartolomé Fanti.
Ses talents exceptionnels lui gagnent rapidement l'estime et la confiance de ses supérieurs. 
En 1466, alors qu'il n'a pas encore vingt ans, il est chargé de donner le discours officiel au chapitre de Brescia. Il est nommé Prieur du couvent de Parme en 1471 puis au couvent de Mantoue en 1479. En 1483 il lui est confié la responsabilité de vicaire général de l'ordre du Carmel , un poste pour lequel il sera renouvelé cinq fois. En 1513, il est élu  prieur général de tout l'ordre du Carmel, charge qu'il refuse. Mais le pape Léon X lui demande d'accepter cette charge. Ce qu'il fait.
En 1481, alors qu'il est régent des études à Bologne, il est nommé membre de la commission juridique du procès contre George Novara[Qui ?].
En 1513 il est invité à participer au cinquième concile du Latran
En 1515 il est chargé par le pape Léon X d'une mission de paix entre le roi de France et le duc de Milan.
Malgré une intense activité littéraire et poétique, il conserve un grand attachement aux idéaux de vie carmélitains que sont l'oraison et la dévotion mariale.

### Le poète et humaniste

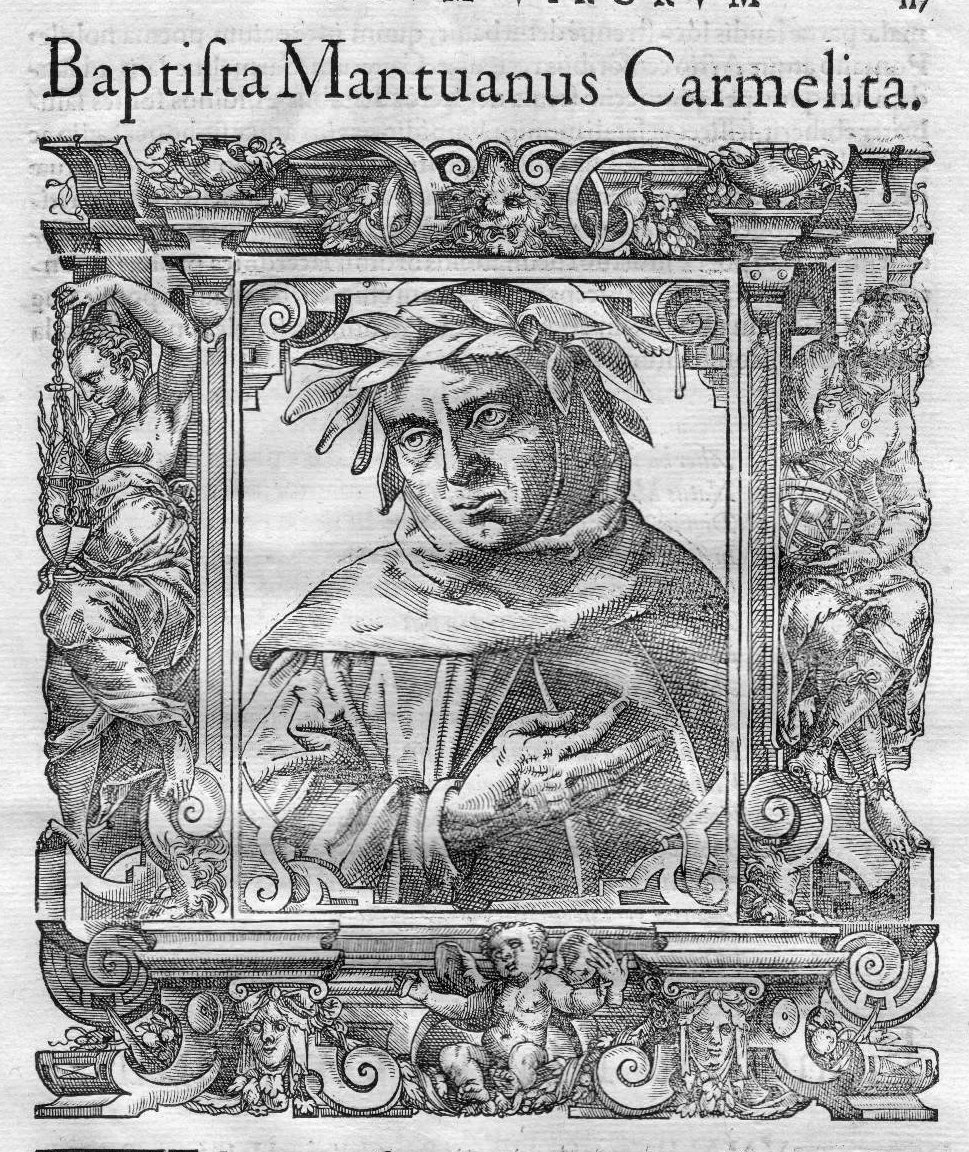
Gravure représentant le portrait du poète dans une publication de ses œuvres au XVIe siècle.

#### Le poète chrétien
D'une manière spéciale, il consacre la fécondité d'un rare génie littéraire au service de son Ordre religieux et de l'Église : 
- Apologia pro Ordine Carmelitano (Apologie pour l'Ordre du Carmel) témoigne de son amour pour le Carmel
- Objurgatio cum exhortatione ad capiendo, arma contra infideles ad reges et principes Christianas (Une objurgation par une exhortation à prendre les armes contre les infidèles, aux rois et aux princes chrétiens), ainsi que ses poèmes en l'honneur des papes Innocent VIII, Jules II et Léon X,  témoigne de son entier dévouement à l'Église
- De Beata Vita (De la vie bienheureuse), un dialogue écrit à l'âge de 16 ans, qui parle du renoncement au monde (vie monastique)
- En l'honneur de la Vierge Marie il compose différents poèmes, dont le Parthenices Mariana qui est rapidement diffusé en Europe et fera l'objet de 70 éditions (dont 17 au cours du XVe siècle et 50 au cours du XVIe siècle).
- Sa piété religieuse s'exprime également dans les six Parthenices composés en l'honneur des martyrs Catherine, Agathe, Lucie, Marguerite, Apolline et Cécile.
- Il écrit également des poèmes en l'honneur de saint Jean le Baptiste, saint Georges et d'autres saints dans les 12 livres de De sacris diebus.

#### Le poète international
L'influence de sa poésie - dont la renommée est reconnue même par William Shakespeare, qui répète quelques lignes de Jean-Baptiste dans Peines d'amour perdues - a été ressentie particulièrement dans la littérature anglaise : Alexander Barclay paraphrase ses Bucoliques, Edmund Spencer l'imite dans son Shepheardes Calender, John Milton fait de même dans son Ode sur le matin de la Nativité du Christ.
Auteur de plus de 50 000 vers de poésie latine, il est qualifié par Érasme comme étant « le Virgile chrétien ». Jean-Baptiste Spagnoli est considéré comme un des principaux représentants italiens de l'humanisme chrétien.
Ses poésies, qui se composent d'églogues, d'élégies, de sylves ou mélanges, et d'un poème sur tous les saints du calendrier, ont été réunies en 3 volumes, in-folio, Paris, 1513.

#### L'humaniste

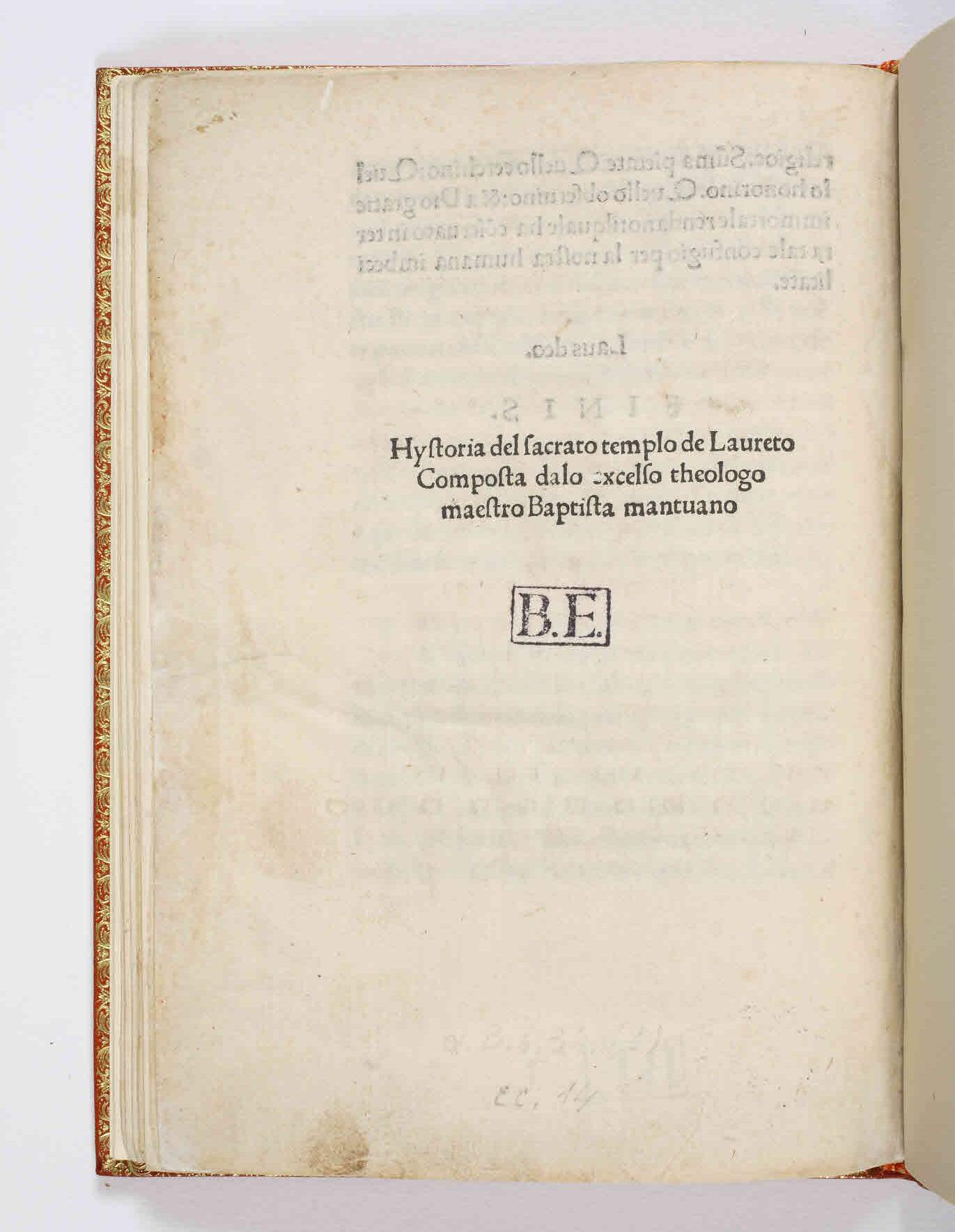
Historia ecclesiae Lauretanae, 1489.

Ses écrits révèlent sa participation active dans les problèmes les plus importants de la chrétienté à cette époque, dans les événements qui ont perturbé la vie du peuple. 
Ses poèmes montrent comment Jean-Baptiste a profondément ressenti le drame qu'éprouvait l'Italie à cette époque :
- Pro pacata Italia post helium ferrariense (Pour une Italie pacifique, après la guerre de Ferrare),
- In Romam bellis tumultantem (A Rome tumultueuse avec les guerres),
- De hello veneto commentariolus (Commentaire sur la guerre vénitienne),
- Trophaeus pro Gallis expulsis pro duce Mantuae (Un mémorial pour le duc de Mantoue, après l'expulsion des français)
- De calamitatibus temporum (À propos des calamités des temps) - réimprimé environ trente fois uniquement entre 1489 et 1510

Même si son écriture se fait dans le style courtois propre à tant d'humanistes, ou si sa vision était parfois limitée par des intérêts politiques liés à certains tribunaux, et au style littéraire propre aux humanistes de son temps, jean-baptiste exprime par sa poésie sa vision d'humaniste de la société.
L'amitié qui le lie à Jean Pic de la Mirandole, à Giulio Pomponio Leto, à Giovanni Pontano, à Filippo Beroaldo, à Giovanni Sabadino degli Arienti, à Andrea Mantegna et à d'autres personnages éminents de l'époque montre son prestige dans le monde de la culture de son temps.
Il est l'un des protagonistes les plus célèbres du mouvement humaniste. Par exemple, son œuvre Bucolica seu adolescentia in decem aeglogas divisa (Poèmes pastoraux ou jeune, divisé en dix églogues) fait l'objet de 150 éditions et réédition, dont plus d'une centaine ont été publiées durant le XVIe siècle.

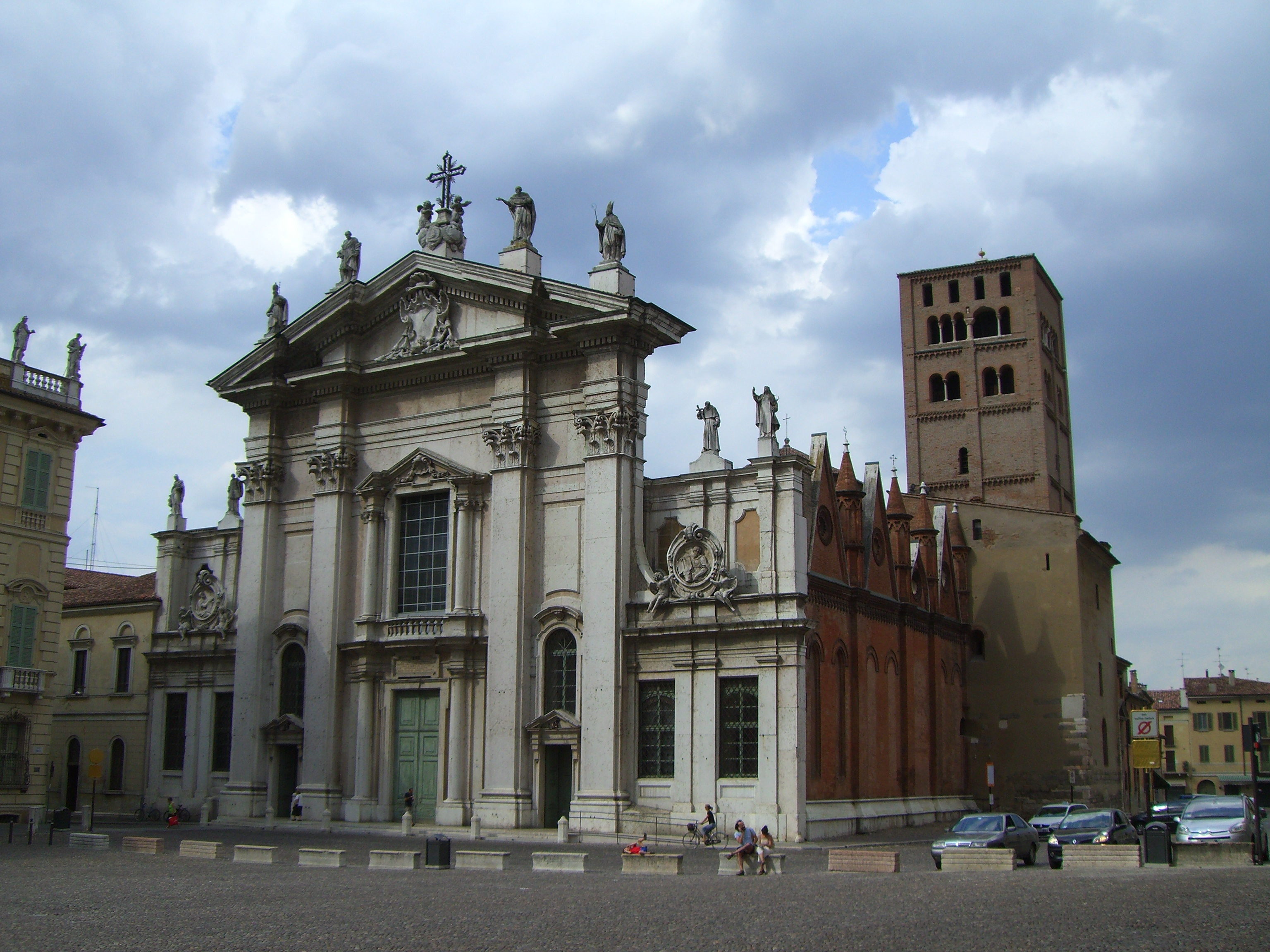
La cathédrale de Mantoue, lieu de sépulture de Baptiste Spagnoli

## Le réformateur de l'Église
Frappé par la propagation de la corruption du clergé et du peuple, Jean-Baptiste Spagnoli exprime son souci d'un besoin de réforme, non seulement par des moyens littéraires - comme dans son églogue neuvième De moribus curiae romanae (Sur les habitudes de la Curie romaine) -, mais aussi avec une discours vibrant prononcé en 1489 dans la basilique du Vatican devant le pape Innocent VIII et les cardinaux. 
Certaines phrases particulièrement sévères auraient conduit Martin Luther lui-même à prendre appui sur la notion de la grâce de Dieu pour une prise de position contre l'Église de Rome. Dans Anthologia... sententiosa collecta ex operibus Baptistae Mantuani (Une anthologie sentencieux ... collectées à partir des œuvres de Jean-Baptiste de Mantoue), publié à Nuremberg en 1571, les protestants, ont même souligné que le Carme était un précurseur de la Réforme allemande. Cependant, si le bienheureux Jean-Baptiste cherchait à travailler au sein de l'Église, la réforme luthérienne devait aboutir au schisme de l'Église.
Il est nommé général de son ordre et entreprend de le réformer, mais n'ayant pu y réussir, il abdique et se consacre aux lettres le reste de sa vie.

## Culte et béatification
Jean-Baptiste décède dans sa ville natale le 20 mars 1516. Il est vénéré immédiatement après sa mort. Il est béatifié par le Pape Léon XIII le 17 décembre 1885. 
Son corps in-corrompu repose dans la Cathédrale San Pietro de Mantoue.
Il est commémoré le 20 mars selon le Martyrologe romain, mais l'Ordre du Carmel célèbre sa mémoire le 17 avril avec rang de mémoire facultative.